# Landstorm

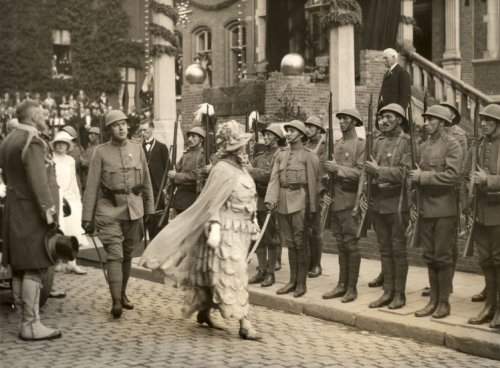
De Nederlandse koningin Wilhelmina inspecteert de landstorm in Heerlen (1928).

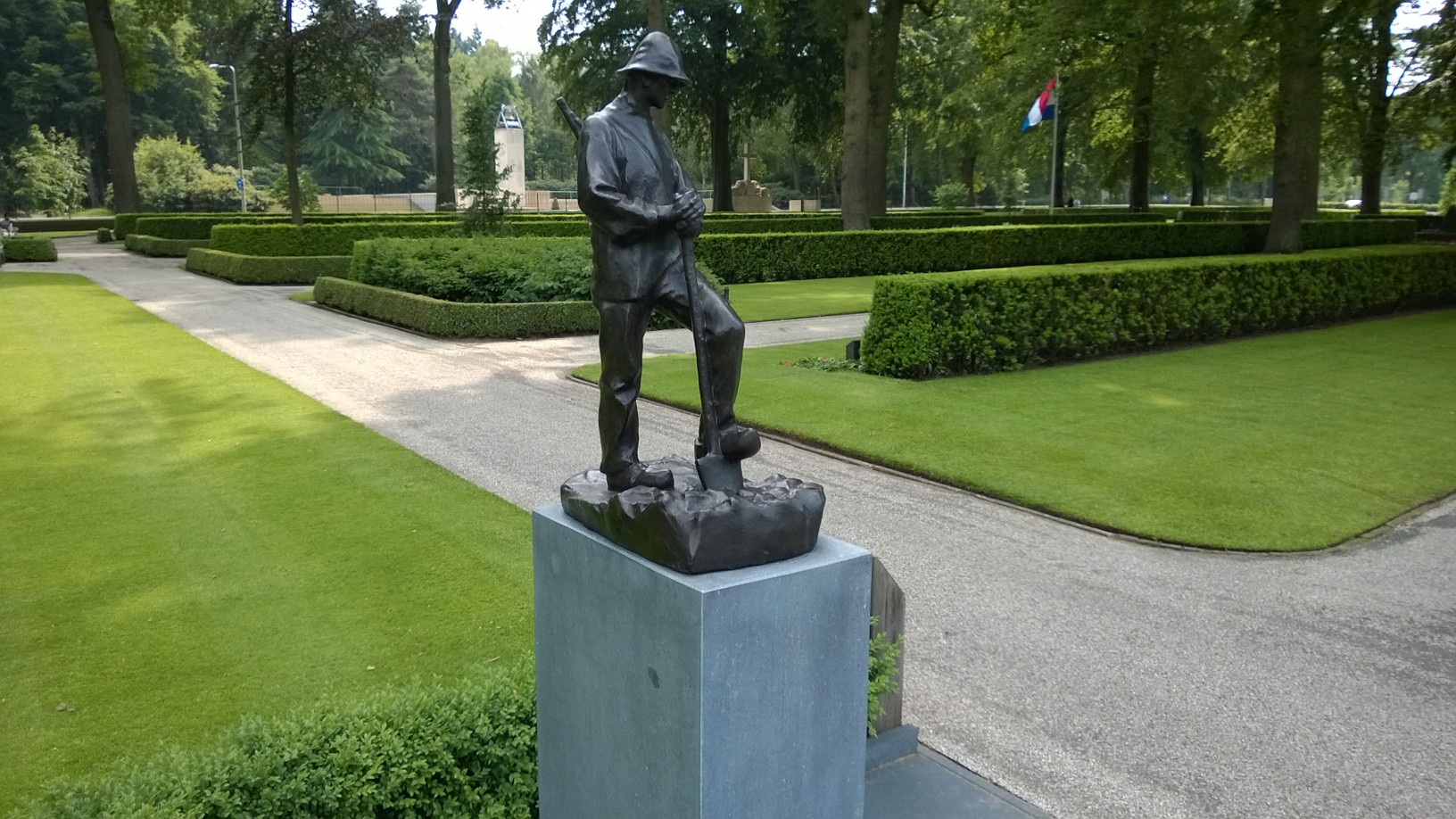
Monument Vrijwillige Landstorm op Militair ereveld Grebbeberg, Rhenen.

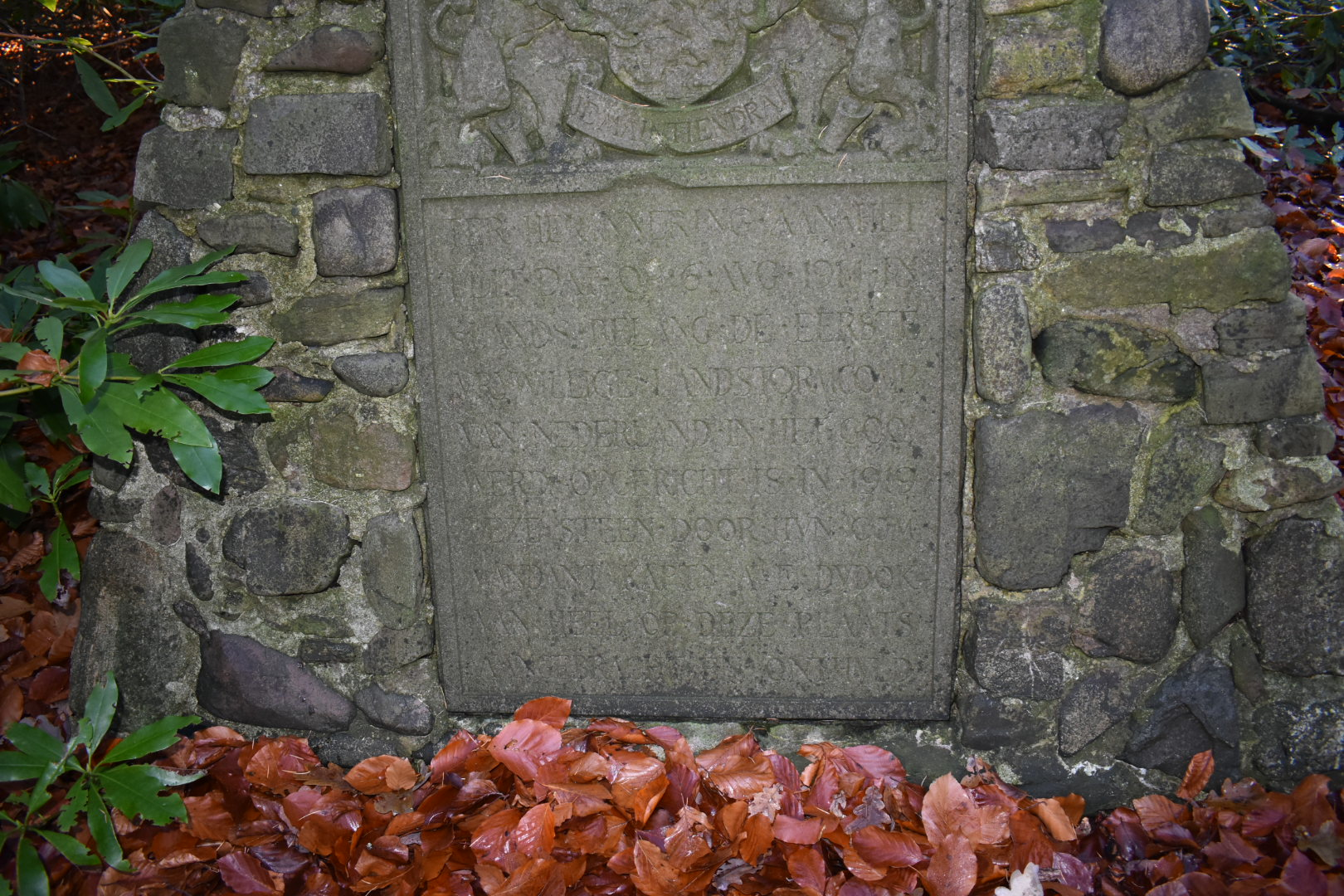
Opschrift op het monument voor de Vrijwillige Landstorm op landgoed 't Graeveveldt (Naarden), onthuld 1919 door kapitein A.E. Dudok van Heel.

De landstorm is een leger van bewapende burgers dat opgericht werd ter ondersteuning van het reguliere leger. Tijdens de napoleontische oorlogen werd door onder meer Oostenrijk-Hongarije, Pruisen en Nederland het bevel gegeven aan de mannelijke burgerbevolking om zich te organiseren en te bewapenen. Uit de notabelen van de gemeenschap werden officieren gekozen. In enkele gevallen werden wapens en uniformen uitgereikt, maar veelal dienden de burgers zelf hun wapens mee te nemen; wel werden vaak rangonderscheidingstekens voorgeschreven. In Nederland is de Landstorm in 1948 voortgezet door het Korps Nationale Reserve.

## De bevrijdingsoorlog 1813-1815
Op 20 december 1813 werd in Nederland het Reglement van algemeene Volkswapening, Landstorm en Landmilitie uitgegeven, waarin onder meer de landstorm werd opgericht. Alle weerbare mannen, tussen de 17 en 50 jaar oud, dienden zich te organiseren in bataljons ter verdediging van de eigen omgeving; er werd geen uniform voorgeschreven, maar iedereen diende een groene tak met bladeren op de hoed te dragen als kenmerk. Alleen degenen die de exercitie goed beheersten mochten een soort uniform en/of uitrusting krijgen. Echter, buiten deze regels om werden individueel of per eenheid wel emblemen, vaandels e.d. gemaakt en gedragen. Rangonderscheidingstekens werden als volgt bepaald:
- Voor een kapitein: een oranje band om de bovenarm met 3 gouden strepen rondom.
- Voor een eerste luitenant: idem, met 2 gouden strepen.
- Voor een tweede luitenant: idem, met 1 gouden streep.
- Voor een sergeant: 3 oranje kemelharen strepen, schuin geplaatst op de onderarm.
- Voor een korporaal: Idem, met 2 strepen.

Landstormmannen dienden hun eigen wapens mee te nemen; ingeval geen wapens voorhanden waren, werden pieken uitgereikt. In het Legermuseum te Delft bevinden zich nog enkele exemplaren. Op prenten is te zien hoe sommige mannen met hooivorken waren bewapend. Naast de piek of de jachtbuks diende elke man een 'zijdgeweer' mee te nemen, te weten een sabel of kleine bijl, en een stuk gereedschap voor het verrichten van graaf- en belegeringswerkzaamheden.
De landstormbataljons namen gedurende de bevrijdingsoorlog van 1813-1814 veelvuldig deel aan het belegeren van Franse garnizoenen. Zo werd Delfzijl belegerd met behulp van 19 bataljons landstorm uit onder meer Winschoten. De kapitein van de landstorm van Loosdrecht, de schilder P.G. van Os, heeft van het Beleg van Naarden (1813-1814) een serie schilderijen en prenten gemaakt waarop manschappen van zijn compagnie te zien zijn. Nadat Napoleon Bonaparte in 1815 definitief werd verslagen o.a. met behulp van de landmilities die geformeerd waren n.a.v. het Reglement van Algemeene Volkswapening voor de verdediging van het vaderland die naast infanterie ook artillerie hadden (deze vochten o.a. bij Quatre Bras en Waterloo), werden de eenheden ontbonden.

## Belgische opstand
Tijdens de Belgische opstand werd de landstorm opnieuw opgeroepen. Deze is echter niet in actie gekomen en werd na 1832 weer ontbonden.

## Eerste en Tweede Wereldoorlog
Vanwege de oorlogsdreiging die voorafging aan de Eerste Wereldoorlog, vaardigde de minister van Oorlog H. Colijn op 7 maart 1913 een nieuwe legerwet uit. De Landstorm werd oorspronkelijk opgericht als reserve voor leger en landweer. Tot de Landstorm behoorde volgens artikel 2 van deze wet diegenen die vrijgesteld of uitgeloot waren van dienst bij de militie en, tot de leeftijd van 40 jaar, landweerplichtigen na het vervullen van de diensttijd. Ter uitvoering van de Landstormwet werd op 12 juni 1913 het Landstorm-besluit vastgesteld. Hierin werd in artikel 53 de mogelijkheid geopend tot een vrijwillige verbintenis. De wet kwam op het juiste moment, want een jaar later zou de Eerste Wereldoorlog uitbreken.
De Vrijwillige Landstorm werd opgericht bij het uitbreken van de Eerste Wereldoorlog op 4 augustus 1914. De eerste eenheid van de Vrijwillige Landstorm werd op 6 augustus opgericht. De Vrijwillige Landstorm werd gevormd om de door de Nederlandse particuliere weerbaarheidsbeweging in het vooruitzicht gestelde grote stroom vrijwilligers (circa 20.000), die Nederland wilden helpen beschermen bij het uitbreken van de grote oorlog, in goede banen te leiden en een plek te geven in de krijgsmacht.
De opkomst viel echter tegen. Op 8 augustus 1914 werd de vrijwillige dienstneming stopgezet. Op dat moment hadden 562 mannen zich aangemeld. Vrijwillige dienstneming werd op 26 augustus weer ingesteld. Tot het einde van het jaar nemen nog eens 182 mannen vrijwillig dienst. In totaal ging het om slechts 744 vrijwilligers op een potentieel van 600.000. In april 1915 hadden slechts 2500 mannen vrijwillig in de Vrijwillige Landstorm dienst genomen. Eind 1915 stijgt het aantal vrijwilligers naar 6700 om te stabiliseren op ruim 7300 in 1916-1917 en daarna af te nemen tot ongeveer 6700 in 1918-1919.
De vrijwilligers werden ingedeeld in de Vrijwillige Landstorm en trainden in hun vrije tijd. Ze kregen wapens en militaire uitrusting uitgereikt. Ook na  de Eerste Wereldoorlog bleef de Vrijwillige Landstorm bestaan. In 1918 ook aangevuld met de Bijzondere Vrijwillige Landstorm. Deze BVL was een aparte categorie van  bijzondere vrijwilligers binnen de Vrijwillige Landstorm. In het kort komt het hier op neer, dat bij de dreiging van het uitbreken van een revolutie in november 1918 dienstplichtige militairen zonder mobilisatiebestemming in de gelegenheid werden gesteld bij de Vrijwillige Landstorm als bijzondere vrijwilliger onder de wapenen te komen om de overheid te hulp te komen bij het handhaven van de binnenlandse orde en rust. Na 1920 werden een  aantal gespecialiseerde Vrijwillige Landstormkorpsen opgericht, dat waren de Vrijwillige Landstormkorpsen, Motordienst, Vaartuigendienst, Spoorwegdienst, Luchtwachtdienst en de Luchtafweerdienst.
In 1939, het jaar waarin de Nederlandse krijgsmacht mobiliseert in verband met het uitbreken van de Tweede Wereldoorlog, bestond de Vrijwillige Landstorm uit ruim 90.000 vrijwilligers. Hiervan worden 42.338 vrijwilligers gemobiliseerd. In de meidagen van 1940 leverden zij strijd en moesten de eenheden de nodige gesneuvelden betreuren. Door de bezetter werd de Nederlandse krijgsmacht, inclusief de Vrijwillige Landstorm, in 1940 opgeheven. De ‘Landstorm Nederland’ die later tijdens de bezettingsperiode bestond heeft niets te maken met de Vrijwillige Landstorm van de Koninklijke Landmacht in periode 1914-1940. De Duitse bezetter misbruikte de vertrouwde naam voor eigen doeleinden. Tijdens de bezetting introduceerde de bezetter de Technische Noodhulp (TeNo) die in lokale afdelingen opereerde.
Ook in Nederlands-Indië werd kort na de capitulatie van Nederland in mei 1940 een Landstorm opgericht. Deze Landstorm was onderdeel van het Koninklijk Nederlandsch-Indisch Leger en bestond voornamelijk uit eerder geoefende dienstplichtigen die opnieuw werden opgeroepen.
In 1948 was er opnieuw behoefte aan een snel inzetbaar vrijwilligerskorps. Het grootste deel van de landmacht bevond zich in Nederlands-Indië, terwijl op dat moment in Europa de Koude Oorlog oplaaide (o.a. blokkade van Berlijn en de val van Praag). Defensie besloot op 15 april 1948 tot oprichting van de Nationale Reserve voor extra bescherming van het Nederlandse grondgebied. Het huidige Korps Nationale Reserve van de Koninklijke Landmacht zet de tradities voort van de Vrijwillige Landstorm uit 1914. Ter ere van het 100-jarig korpsjubileum is op 4 augustus 2014 op het ereveld op de Grebbeberg in Rhenen een monument onthuld ter ere van de gevallenen van de Vrijwillige Landstorm in de meidagen van 1940. Het beeld toont symbolisch de bereidheid van de burger (een landman met spade in de grond en geweer op de rug) om bij dreiging de overheid hulp te bieden. Het monument is vervaardigd door Roel van der Burg (PhotoSculptura) en is een replica van een in 1923 gemaakt beeld door August Falise. Het beeld werd toen aangeboden aan de voorzitter van de Nationale Landstormcommissie, het lid van de Tweede Kamer L.F. Duymaer van Twist. Het originele beeld ging verloren in 1945 tijdens het geallieerde bombardement op het Bezuidenhout in Den Haag. Het beeldonderschrift luidde: ‘Als ’t moet’. Deze inscriptie was het credo van de vrijwilliger: naast burger, ook soldaat!

## Bekende betrokkenen
- Luitenant-generaal b.d. Jean Henri Borel, Inspecteur der Infanterie en der Vrijwillige Landstorm
- Luitenant-generaal b.d. Lodewijk Duymaer van Twist, Voorzitter Nationale Landstorm Commissie
- Generaal-majoor b.d. Hendrik de Iongh, Inspecteur der Infanterie en der Vrijwillige Landstorm
- Laurentius Nicolaas Deckers, lid Nationale Landstorm Commissie
- Hendrikus Colijn, erevoorzitter Nationale Landstorm Commissie
- Anthon Gerrit Æmile van Rappard, lid Nationale Landstorm Commissie
- Reinhardt Snoeck Henkemans, lid Nationale Landstorm Commissie
- Gerardus Frederik Boulogne, secretaris Nationale Landstorm Commissie
- Kolonel der infanterie b.d. Willem van Ingen Schouten, Landstormkorps Veluwzoom
- Gep. luitenant-kolonel der Genie Pieter Leonard de Gaay Fortman, Voorzitter Gewone Landstorm Commissie Dordrecht
- Gep. generaal-majoor G.W. Fris, Inspecteur van den Vrijwillige Landstorm
- Gep. kolonel Arend Klontje, Commandant van de Bijzondere Vrijwillige Landstorm
- Reserve luitenant-kolonel der speciale diensten Antonius Christiaan de Neeve, Voorzitter Gewone Landstorm Commissie Rotterdam
- Majoor Johannes Caspar Christiaan Nijland, Commandant Vrijwillige Landstormkorpsen Motor- Vaartuigen- en Luchtwachtdienst
- Gep. luitenant-kolonel Otto Roelof Plet, Commandant Landstormgroep Den Bosch (1920-1924), Groningen (1930-1935), Bijzondere Vrijwillige Landstorm Corps Groningsch Verband (1933-1935)
- Gep. generaal-majoor Hendrik Wijnaendts, Commandant Vrijwillige Landstormkorpsen Motor- Vaartuigen- en Luchtwachtdienst
- Leonardus Antonius Maria van Basten Batenburg, Landstormcorps Veluwzoom
- Johannes Kielstra, Landstormcorps Veluwzoom
- Jan Buiskool, Commandant Bijzondere Vrijwillige Landstorm Provincie Groningen
- Kolonel Alexander Nicolaas Comelius Severus van Buren, Commandant Landstormcorps Rotterdam
- Hendrik Comelis van Capelle, Commandant Landstormverband Rotterdam
- Johan Pieter Willem van Doorn, lid bestuurd Vrijwillige Landstorm Kennemerland
- Gep. kolonel Willem Froger, Commandant Vrijwillige Landstorm 1925-1927
- Balthazar Constantijn Diederik Hanegraaff, Commandant Kader Landstorm Rotterdam 1918-1922
- Gerrit Jansen, lid Landstorm Commissie Twenthe
- Frederik Hendrik van Kempen, lid bestuur Gewone Landstorm Commissie Rotterdam
- Jan Knoppers, Voorzitter Gewone Landstorm Commissie Drenthe
- Gen. Simon Spoor, in 1916 in vrijwillige dienst bij Landstormkorps Zuid-Holland-West[5]
- Gep. kolonel der Jagers b.d. Marie Francois Jacques Phaff, Commandant Landstorm Groep 's-Gravenhage
- Gep. kolonel Wilhelm Jan Cornelis Creutz Lechleitner, Commandant Landstorm Groep Nijmegen[6]

## Waffen-SS

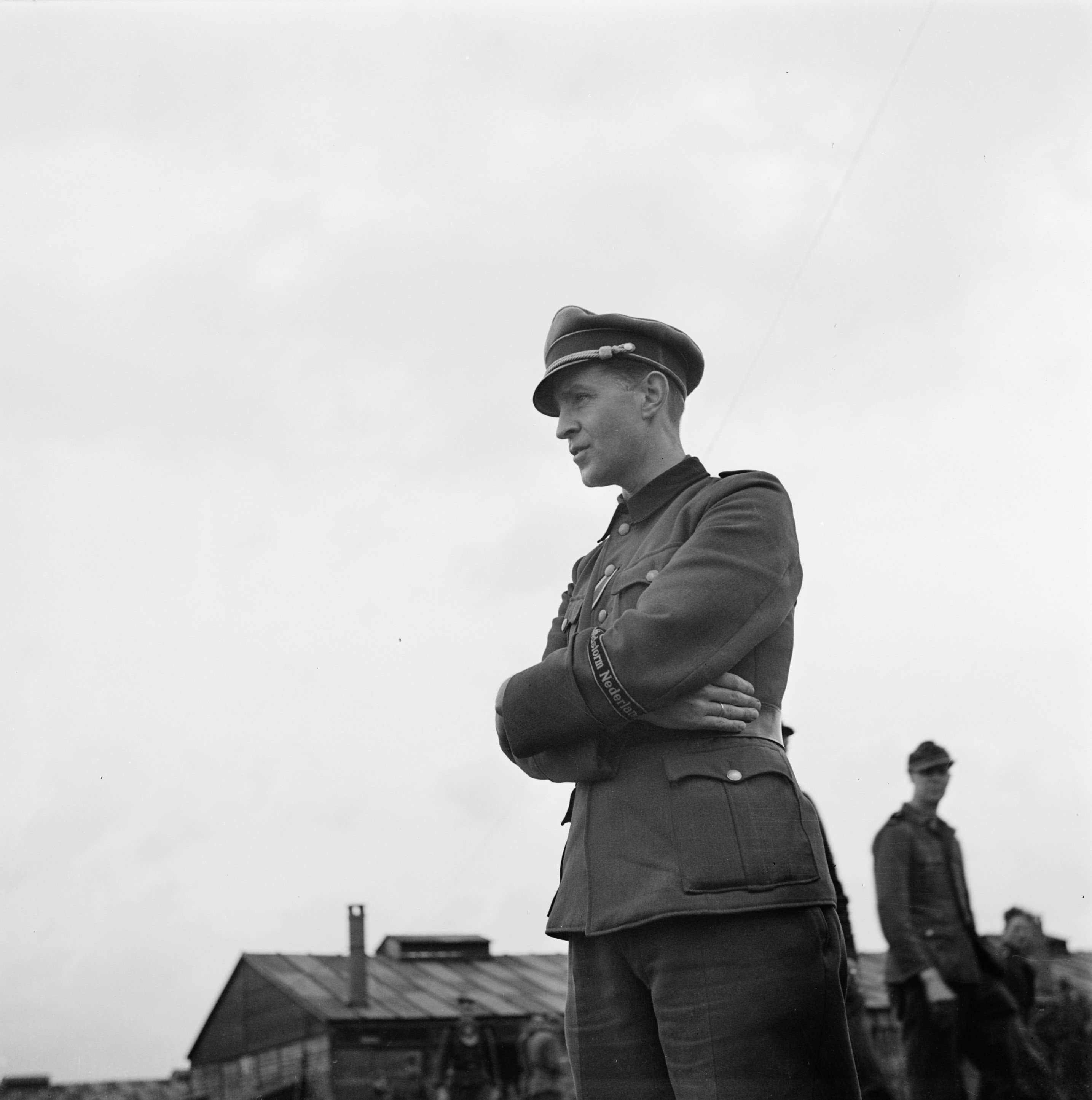
Man in het uniform van de Landstorm (De Harskamp, waar de S.S. en de Landwacht was ondergebracht).

In maart 1943 werd de Landwacht Nederland opgericht, maar deze organisatie had niets te maken met de Vrijwillige Landstorm van de Koninklijke Landmacht in de periode 1914-1940. In oktober 1943 werd die organisatie door Seyss-Inquart en Rauter bij verordening omgedoopt tot de Landstorm Nederland. De Duitsers werden de baas over de Landstorm, "een territoriale organisatie voor de landsverdediging [en] voor de afweer van buitenlandse of binnenlandse vijanden binnen Nederland." De Landstorm had dus een militaire taak.
Tegelijkertijd werd de vorming van de zgn. stads- en landwachten aangekondigd, die de aanhangers en de bezittingen van de NSB, alsook het distributie-apparaat moesten gaan beschermen tegen aanslagen. Om te voorkomen dat deze nieuwe formatie, die men de Landwacht ging noemen, onder de directe leiding van de Duitse SS zou komen, bedong Mussert dat de hoogste posten zouden worden bekleed door Van Geelkerken (NSB, inspecteur-generaal), Zondervan (WA, inspecteur) en Feldmeijer (Nederlandse, c.q. Germaanse SS, inspecteur). De taak van de Landwacht was: 'handhaving van de openbare orde en bescherming van leven en goed van de ordelievende bevolking.' De Landwacht had dus een politie-taak.